# 195P/Hill
195P/Hill (też: Hill 3) – kometa krótkookresowa, należąca do rodziny komet Jowisza.

## Odkrycie
Kometę tę odkrył Richard Hill 22 listopada 2006 roku. W nazwie znajduje się zatem nazwisko odkrywcy.

## Orbita komety i właściwości fizyczne
Orbita komety 195P/Hill ma kształt elipsy o mimośrodzie 0,31. Jej peryhelium znajduje się w odległości 4,44 j.a., aphelium zaś 8,52 j.a. od Słońca. Jej okres obiegu wokół Słońca wynosi 16,49 lat, nachylenie do ekliptyki ma wartość 36,37˚.
Średnica tego ciała nie przekracza kilku km.